# 羽山茂樹
羽山 茂樹（はやま しげき、1959年8月23日 - ）は、日本の元シンガーソングライター、現ボイストレーナー、作曲家、音楽プロデューサー。和歌山県出身。

## 概要
モーリスフレッシュフォークコンテスト優勝、TDKレコードオーディション・NHKヤングミュージシャンコンテスト等での入賞を経て、1983年5月、「花のカノン」でビクター音産よりメジャー・デビュー。
作曲家としては「人でも花でもおなじ愛」中野律紀＝RIKKI、同曲カバーを松田直、「歌は愛の贈り物」青山みき他、同曲カバーをハンダーらなどへ楽曲提供している。
ボイストレーナーとして、1997年にボーカルスクール・フェザーハートミュージックを設立。レコードレーベルとしてのフェザーハートミュージックも発足しており 湖月わたる・長阪有樹子が所属。
現在その他に「バーニング養成所」「ミライ・アクターズ・プロモーション」「新所沢パルコビッグバンカルチャー」「東京都心身障害者福祉センター」ボーカル講師、新宿区生涯学習財団登録講師、「すみれ学院」トータルアドバイザー。

### メジャーCDデビューしている代表的な生徒
- Smooth/西山加織(日本コロムビア)
  - 日本テレビ「HAMASHO」エンディングテーマ他。
- EAST RIVER（井伊末博）(ワーナーミュージック・ジャパン)
  - TBS系列「COUNT DOWN TV」エンディングテーマ他。
- Cool As Ice（山形麻由美・アブドラヒ・サラ）(トライスクル)
  - テレビ東京「Pランド」エンディングテーマ他。
- CHE-DE/名月(マジックアイランド)。
  - TBS系「ID」エンディングテーマ。
- orivia/KIZUKI(FUTURE INVASION DISC)。
  - CDアルバム「月触の種」他。
- Pink Girl（白石小梅・岡村彩香）(インターメディア)
  - デビューシングルCD「ハッスル～愛のエキスパート」
- ティーダ&ユウナ/森田成一&青木麻由子(デジキューブ)
  - ファイナルファンタジーXイメージソング
- ЯK Standard feat.Risa(gai RECORDS)
- ユウナ/青木麻由子(エイベックス)
  - 「ファイナルファンタジーX2」イメージソング「君へ。」
- 松田直(コロムビア)
  - デビューシングル「人手も花でもおなじ愛」
- 笹川亜矢奈(キングレコード)
  - 「魔法先生ネギま!」麻帆良学園中等部2-A「出席番号のうた」、「ハッピー☆マテリアル」「Girls be ambitious~シンデレラになろうよ~」
- あべさとえ(SF)
  - デビューシングル「空の模様」「海と夕陽と彼女の涙 ストロベリーフィールズ」主題歌
- 葉月絵里乃(ビクター)
  - テレビ東京アニメ「ARIA」エンディングテーマ「Smile Again」
- 青の時代(徳間ジャパン)
  - デビューシングルCD「休日の空」
- SEIKA(キングレコード)
  - デビューシングルCD「SCREAM」
- 湖月わたる(フェザーハートミュージック)
  - デビューシングルCD「Re-Birth」
- TIGARAH(ユニバーサル シグマ)。
  - 2009年4月ミニアルバム、9月フルアルバムリリース